# Marthanella
Marthanella is een monotypisch geslacht van schimmels. De familie is nog niet zeker (Incertae sedis). Volgens de Index Fungorum bestaat het geslacht uitsluitend uit de soort Marthanella nidulosa.